# لوكاس كوالسكي
لوكاس كوالسكي (بالبولندية: Łukasz Kowalski)‏ هو لاعب كرة قدم بولندي في مركز الدفاع، ولد في 1 ديسمبر 1980 في Łaszczów ‏ في بولندا. لعب مع أركا غدينيا وبالتيك غدينيا ونيتشيتشا.